# Cigales
Cigales is een gemeente in de Spaanse provincie Valladolid in de regio Castilië en León met een oppervlakte van 60,97 km². Cigales telt 5.032 inwoners (1 januari 2016).

## Stedenbanden
- Guadalajara (Mexico)